# Robinson's Requiem
Robinson's Requiem est un jeu vidéo de survie doté d'éléments de jeu de rôle sorti en 1994 sur PC, 3DO, Amiga, Atari ST, Atari Falcon, Mac et en 2011 sur Atari Jaguar. Il a été développé et édité par Silmarils. Sa licence étant maintenant détenue par DotEmu, une société spécialisée dans la réédition et le portage de vieux jeux.
Il s'agit d'une simulation de survie dans laquelle le joueur est perdu sur une planète inexplorée et hostile et doit trouver un moyen de la quitter à l'aide des ressources présentes dans son environnement.
Il a pour suite Deus.

## Survie
Robinson's Requiem dispose d'un moteur "simulation de survie" très poussé. Il gère un peu à la façon des Sims la faim, la soif, le sommeil mais également des maladies ou blessures variées.
Au commencement du jeu, le joueur ne dispose que d'un inventaire relativement réduit pour survivre mais pourra récupérer la plupart des objets présents dans son environnement tels que par exemple des feuilles, du bois ou des fruits sur les arbres, des plumes ou de la viande sur un oiseau mort, de l'eau dans une rivière, etc.
Il est également possible de combiner différents objets pour fabriquer des armes, des vêtements, des outils ou tout autre objet pouvant être utile (une liane et une branche combinés ensemble deviennent un arc par exemple).
Dans le même esprit de jeu, le médikit ne remonte pas directement une barre de vie, il s'ouvre et contient bande, antibiotiques, tablettes de désinfection pour l'eau, un garrot, et même une scie chirurgicale le joueur devant appliquer lui-même le traitement approprié.

## Synopsis
Le joueur incarne Trepliev1, explorateur de nouvelles planètes (ou Robinson) travaillant pour le compte de L'Alien Worlds Exploration (AWE), service gouvernemental chargé de trouver des planètes habitables car la Terre et ses colonies sont surpeuplées.
Un Robinson est un militaire surentraîné et durement sélectionné, dont la mission est de survivre pendant une période donnée sur une planète inexplorée pour déterminer si les conditions y sont assez favorables pour envisager une colonisation.
Trepliev1 vient de finir l'exploration d'une planète quand on lui demande d'aller sur Zarathoustra, sur laquelle son vaisseau s'écrase…

## Technique
Le jeu tourne sous DOS, en mode Dos sous Windows 9x, et émulateur DOSBox.
L'affichage utilise la technologie Voxel et non de la 3D.
Le jeu a été disponible dans deux versions différentes : Disquette et CD.

La version CD ajoute :
- un mode 'arcade' qui baisse la difficulté de la survie mais augmente le nombre de combats
- Une introduction beaucoup plus longue en 3D précalculée
- Lors des dialogues : les personnages sont filmés et incrustés dans le décor et la voix est enregistrée (à la place des textes)